# Bandera de Peramola
La bandera oficial de Peramola té la següent descripció:
| « | Bandera apaïsada, de proporcions dos d'alt per tres de llarg, vermella, amb la mola blanca de l'escut de diàmetre 16/33 de la llargària del drap, centrada a 8/33 de la vora de l'asta. | » |

Va ser aprovada el 7 de juny de 2006 i publicada en el DOGC el 27 de juny del mateix any amb el número 4663.